# 죽음의 게임 (희곡)
《죽음의 게임》은 1978년에 만들어진 아이라 레빈의 반전이 많은 희곡이다. 토니상에서 최우수 연극상 후보였으며, 브로드웨이에서 가장 오래 상연된 코메디 스릴러라는 기록을 가지고 있다. 1982년 크리스토퍼 리브, 마이클 케인, 그리고 다이언 캐넌 주연의 영화로도 제작 되었다.